# قائمة المطارات حسب كود الإيكاو: R
قائمة المطارات حسب كود الإيكاو: A - B - C - D - E - F - G - H - I - J - K - L - M - N - O - P - Q - R - S - T - U - V - W - X - Y - Z
نمط القائمة كالتالي:
منظمة الطيران المدني الدولي، إياتا - اسم المطار - موقع المطار

## RC–تايوان
- RCAY – Gangshan Airport – كاوهسيونغ
- RCBS (KNH) – مطار كينمن – كنمن
- RCCM (CMJ) – Cimei Airport – بسكادورز
- RCDI – Longtan Army Heliport – تاويون
- RCFG (LZN) – Matsu Nangan Airport – نانغان
- RCFN (TTT) – Taitung Airport – Taitung
- RCGI (GNI) – مطار ليداو – Taitung
- RCGM – Taoyuan Air Base (مهجور) – تاويون
- RCKH (KHH) – مطار كاوهسيونغ الدولي (Siaogang Airport) – كاوهسيونغ
- RCKU (CYI) – Chiayi Airport  – شيا يي
- RCKW (HCN) – Hengchun Airport – بينغتونغ  [لغات أخرى]‏
- RCLM (DSX) – Dongsha Airport – Pratas Island
- RCLY (KYD) – Lanyu Airport – Taitung
- RCMQ (RMQ) – مطار تايتشونغ – تاي شانغ
- RCMT (MFK) – مطار ماتسو بيغان – Beigan، Lienchiang
- RCNN (TNN) – مطار تاينان – تاينان
- RCPO (HSZ) – Hsinchu Airport – سين شو
- RCQC (MZG) – مطار ماغونغ – بسكادورز
- RCSP – Taiping Island Airport – Taiping Island
- RCSQ (PIF) – مطار بينغتونغ – بينغتونغ  [لغات أخرى]‏
- RCSS (TSA) – مطار تايبيه سونغشان – تايبيه
- RCTP (TPE) – مطار تايوان تاويوان الدولي – تاويون
- RCWA (WOT) – Wang-an Airport – بسكادورز
- RCYU (HUN) – Hualien Airport – Hualien

## RJ RO–اليابان

### RJ
- RJAA (NRT) – مطار ناريتا الدولي – ناريتا
- RJAF (MMJ) – Matsumoto Airport – ماتسوموتو
- RJAH (IBR) – Ibaraki Airport (Hyakuri Airfield) – أوميتاما
- RJAK – Kasumigaura Air Field – كاسوميغاورا
- RJAM (MUS) – Minami Torishima Airport – مينامي-توري-شيما
- RJAN – Niijima Airport – Niijima، Tokyo
- RJAW (IWO) – Central Field (Iwo Jima Air Base) – أوغاساوارا
- RJAZ – Kōzushima Airport – Kōzushima، Tokyo
- RJBB (KIX) – مطار كانساي الدولي – إيزوميسانو، تاجيري، سينان
- RJBD (SHM) – Nanki-Shirahama Airport – شيراهاما واكاياما
- RJBE (UKB) – Kobe Airport – كوبه
- RJBH (HIW) – Hiroshima-Nishi Airport – هيروشيما
- RJBK (OKS) – Kōnan Airport – أوكاياما
- RJBM – Maizuru Heliport – مايزورو
- RJBT (TJH) – Tajima Airport – تويوكا
- RJCA – Asahikawa Air Field – أساهيكاوا
- RJCB (OBO) – Tokachi-Obihiro Airport – أوبيهيرو
- RJCC (CTS) – New Chitose Airport – تشيتوزي
- RJCH (HKD) – Hakodate Airport – هاكوداته
- RJCJ – Chitose Air Base – تشيتوزي
- RJCK (KUH) – Kushiro Airport – كوشيرو
- RJCM (MMB) – Memanbetsu Airport – Memanbetsu، Hokkaidō
- RJCN (SHB) – Nakashibetsu Airport – Nakashibetsu، Hokkaidō
- RJCO (OKD) – Okadama Airport – سابورو
- RJCR (RBJ) – Rebun Airport (مغلق) – Rebun، Hokkaidō
- RJCT – Tokachi Airfield – أوبيهيرو
- RJCW (WKJ) – Wakkanai Airport – واكاناي
- RJDA – Amakusa Airfield – أماكوسا
- RJDB (IKI) – Iki Airport – إكي
- RJDC (UBJ) – Yamaguchi Ube Airport – يوبي
- RJDK – Kamigoto Airport – Shinkamigoto، Nagasaki
- RJDM – Metabaru Air Field – کامیمینه  [لغات أخرى]‏
- RJDO – Ojika Airport – أوجيكا  [لغات أخرى]‏
- RJDT (TSJ) – Tsushima Airport – تسوشيما
- RJEB (MBE) – Monbetsu Airport – مونبيتسو
- RJEC (AKJ) – Asahikawa Airport – أساهيكاوا
- RJEO (OIR) – Okushiri Airport – Okushiri، Hokkaidō
- RJER (RIS) – Rishiri Airport – ريشيريفوجي
- RJFA – Ashiya Air Field – آشيا
- RJFC (KUM) – Yakushima Airport – Yakushima، Kagoshima
- RJFE (FUJ) – Fukue Airport – غوتو، Fukue، Nagasaki
- RJFF (FUK) – Fukuoka Airport – فوكوكا
- RJFG (TNE) – New Tanegashima Airport – Tanegashima، Kagoshima
- RJFK (KOJ) – Kagoshima Airport – كيريشيما
- RJFM (KMI) – Miyazaki Airport – ميازاكي
- RJFN – Nyutabaru Air Base – شينتومي  [لغات أخرى]‏
- RJFO (OIT) – Oita Airport – كونيساكي
- RJFR (KKJ) – Kitakyūshū Airport – كيتاكيوشو
- RJFS (HSG) – Saga Airport  – Kawasoe، Saga
- RJFT (KMJ) – Kumamoto Airport – Mashiki، Kumamoto
- RJFU (NGS) – Nagasaki Airport – أومورا
- RJFY – Kanoya Air Field – كانويا
- RJFZ – Tsuiki Air Field – Tsuiki، Fukuoka
- RJGG (NGO) – مطار تشوبو سنتراير الدولي – توكونامه
- RJKA (ASJ) – Amami Airport – أمامي
- RJKB (OKE) – Okinoerabu Airport – وادوماري  [لغات أخرى]‏
- RJKI (KKX) – Kikai Airport – كيكاي  [لغات أخرى]‏
- RJKN (TKN) – Tokunoshima Airport – توكونوشيما
- RJNA (NKM) – مطار ناغويا – ناغويا
- RJNF (FKJ) – Fukui Airport – Harue، Fukui
- RJNG – Gifu Air Field – غيفو
- RJNH – Hamamatsu Air Base – هاماماتسو
- RJNK (KMQ) – Komatsu Airport – كوماتسو
- RJNO (OKI) – Oki Airport – أوكينوشيما  [لغات أخرى]‏
- RJNS (FSZ) – Shizuoka Airport – ماكينوهارا، شيمادا
- RJNT (TOY) – Toyama Airport – توياما
- RJNW (NTQ) – Noto Airport – واجيما
- RJNY – Shizuhama Air Base – يايزو
- RJOA (HIJ) – Hiroshima Airport – ميهارا
- RJOB (OKJ) – Okayama Airport – أوكاياما
- RJOC (IZO) – Izumo Airport – Hikawa، Shimane
- RJOE – Akeno Air Field – إيسه
- RJOF – Hōfu Air Field – هوفا
- RJOH (YGJ) – Miho-Yonago Airport – يوناغو
- RJOI (IWK) – MCAS Iwakuni – إواكوني
- RJOK (KCZ) – Kōchi Airport (Kōchi Ryōma Airport) – نانكوكو
- RJOM (MYJ) – Matsuyama Airport – ماتسوياما
- RJOO (ITM) – مطار أوساكا الدولي  – تويوناكا، إكيدا، إتامي
- RJOP – Komatsushima Heliport – كوماتسوشيما
- RJOR (TTJ) – Tottori Airport – توتوري
- RJOS (TKS) – Tokushima Airport  – ماتسوشيجه  [لغات أخرى]‏
- RJOT (TAK) – Takamatsu Airport – تاكاماتسو
- RJOW (IWJ) – Iwami Airport – ماسودا
- RJOY – Yao Airport – ياو
- RJOZ – حقل أوزوكي الجوي – شيمونوسيكي
- RJSA (AOJ) – Aomori Airport – آوموري
- RJSC (GAJ) – Yamagata Airport – هيغاشينا
- RJSD (SDS) – Sado Airport – سادو
- RJSF (FKS) – Fukushima Airport – تاماكاوا  [لغات أخرى]‏
- RJSH – Hachinohe Air Base – هاتشينوه
- RJSI (HNA) – Hanamaki Airport – هاناماكي
- RJSK (AXT) – Akita Airport – أكيتا
- RJSM (MSJ) – Misawa Airport/قاعدة ميساوا الجوية – ميساوا
- RJSN (KIJ) – Niigata Airport – نيغاتا
- RJSO – Ōminato Air Field – موتسو
- RJSR (ONJ) – Odate-Noshiro Airport – كيتا-أكيتا
- RJSS (SDJ) – مطار سنداي – ناتوري
- RJST – Matsushima Air Field – ماتسوشيما
- RJSU – Kasuminome Air Field – سنداي
- RJSY (SYO) – Shonai Airport – ساكاتا
- RJTA (NJA) – NAF Atsugi – أياسه
- RJTC – Tachikawa Airfield – تاتشيكاوا
- RJTE – Tateyama Air Field – تاته ياما
- RJTF – Chofu Airport – تشوفو
- RJTH (HAC) – Hachijojima Airport – هاتشيجو
- RJTI – Tokyo Heliport – كوتو
- RJTJ – Iruma Air Base – إروما
- RJTK – Kisarazu Air Field – كيسارازو
- RJTL – Shimofusa Air Base – Shimofusa، Chiba
- RJTO (OIM) – Oshima Airport – إيزو أوشيما
- RJTQ (MYE) – Miyakejima Airport – مياكي جيما
- RJTR – Camp Zama Kastner Army Heliport – زاما
- RJTS – Soumagahara Heliport – مايه-باشي
- RJTT (HND) – مطار طوكيو هانيدا الدولي – أوتا
- RJTU – Utsunomiya Air Field – أوتسونوميا
- RJTY (OKO) – قاعدة يوكوتا الجوية – فوسا

### RO
- ROAH (OKA) – Naha Airport/Naha Air Base – ناها
- RODN (DNA) – قاعدة كادينا الجوية – مدينة أوكيناوا
- ROIG (ISG) – New Ishigaki Airport – إشيغاكي
- ROIT – Oitakenou Airport – بونغو-أونو
- ROKJ (UEO) – Kumejima Airport – كوميجيما  [لغات أخرى]‏
- ROKR (KJP) – Kerama Airport – زمامي  [لغات أخرى]‏
- ROMD (MMD) – Minami-Daito Airport (New Minamidaito) – ميناميدايتو  [لغات أخرى]‏
- ROMY (MMY) – Miyako Airport – مياكوجيما
- RORA (AGJ) – Aguni Airport – أغوني  [لغات أخرى]‏
- RORE (IEJ) – Iejima Airport – Ie، Okinawa
- RORH (HTR) – Hateruma Airport – تاكيتومي
- RORK (KTD) – Kitadaito Airport – Kitadaito، Okinawa
- RORS (SHI) – Shimojishima Airport – مياكوجيما
- RORT (TRA) – Tarama Airport – تاراما  [لغات أخرى]‏
- RORY (RNJ) – Yoron Airport – يورون  [لغات أخرى]‏
- ROTM – قاعدة فوتينما الجوية – غينوان
- ROYN (OGN) – Yonaguni Airport – يوناغوني

## RK–كوريا الجنوبية
- RKDD – Dokdo Heliport – (صخور ليانكورت) (محافظة ألنغ)
- RKJB (MWX) – مطار موان الدولي – Muan
- RKJJ (KWJ) – Gwangju Airport – غوانغجو
- RKJK (KUV) – Gunsan Airport / Kunsan Air Base – جونسان
- RKJM (MPK) – Mokpo Air Base – Yeongam County
- RKJU (CHN) – Jeonju Airport (عسكري) – جونجو
- RKJY (RSU) – Yeosu Airport – يوسو
- RKND (SHO) – Sokcho Air Base – سوكوتشو
- RKNN (KAG) – Gangneung Air Base – غانغننغ
- RKNW (WJU) – Wonju Airport – وونجو
- RKNY (YNY) – Yangyang International Airport – محافظة يانغيانغ
- RKPC (CJU) – مطار جيجو الدولي – جيجو
- RKPD (JDG) – Jeongseok Airport – سوغوبو (جيجو)
- RKPE (CHF) – Jinhae Air Base – Jinhae
- RKPK (PUS) – Gimhae International Airport – بوسان
- RKPS (HIN) – Sacheon Airport – ساتشيون
- RKPU (USN) – Ulsan Airport – ألسان
- RKRS – Susaek Air Base – غويانغ
- RKSG – Camp Humphreys – بيونجتايك
- RKSI (ICN) – مطار إنتشون الدولي – إنتشون
- RKSM (SSN) – Seoul Airbase – سونغنام
- RKSO (OSN) – Osan Air Base – اوسان
- RKSS (GMP) – مطار غيمبو الدولي – سول
- RKSW (SWU) – Suwon Air Base - سوون
- RKTA – Hanseo University Taean Airfield - تايآن
- RKTE – Seongmu Air Base – تشونغجو
- RKTH (KPO) – Pohang Airport – بوهانغ
- RKTI (JWO) – Jungwon Air Base – تشنغجو
- RKTL (UJN) – Uljin Airfield – محافظة ألجن
- RKTN (TAE) – Daegu International Airport – دايغو
- RKTP (HMY) – Seosan Air Base – سيوسان
- RKTU (CJJ) – Cheongju International Airport – تشونغجو
- RKTY (YEC) – Yecheon Air Base – محافظة يتشون

## RP–الفلبين
- RPLA – Pinamalayan Airport – Pinamalayan، أورينتال ميندورو
- RPLB (SFS) – Subic Bay International Airport – Subic Bay Freeport Zone، Morong، باتان
- RPLC (CRK) – مطار كلارك الدولي/قاعدة كلارك الجوية (عسكري) – Clark Freeport Zone، مابالاكات، بامبانغا
- RPLE – Balesin Airport  – Polillo، كزون
- RPLG – Wasig Airport – Mansalay، أورينتال ميندورو
- RPLH (LLC) – Cagayan North International Airport – Lal-lo، كاغايان
- RPLI (LAO) – Laoag International Airport – لاواغ، إيلوكوس نورت
- RPLJ – Jomalig Island Airport – Jomalig، كزون
- RPLK (DRP) – مطار بيكول الدولي – Daraga، ألباي
- RPLL (MNL) – مطار نينوي أكوينو الدولي/Villamor Air Base (عسكري) – مانيلا
- RPLN – Palanan Airport – Palanan، إيزابيلا
- RPLO (CYU) – Cuyo Airport – Cuyo، بالاوان
- RPLQ – Ernesto Rabina Air Base (عسكري) – Capas، تارلاك
- RPLR – Rosales Airport – روسالس  [لغات أخرى]‏، بانغاسينان
- RPLS (SGL) – قاعدة دانيلو اتينزا الجوية (عسكري) – كافيت سيتي، كاويته
- RPLT – Itbayat Airport – Itbayat، باتانيس
- RPLU (LBX) – Lubang Airport – Lubang، أوكسيدنتال ميندورو
- RPLV – Fort Magsaysay Airfield (عسكري) – بالايان، نويفا إيسيا
- RPLW – Wallace Drone Launch Facility – سان فرناندو، لا يونيون
- RPLX – Kindley Landing Field، Corregidor – كافيت سيتي، كاويته
- RPLY – Alabat Airport – بيريز، كزون
- RPLZ – Sorsogon (Bacon) Airport – مدينة سورسوجون، سوروسوغون
- RPMA (AAV) – Allah Valley Airport – Surallah، جنوب كوتاباتو
- RPMB – Rajah Buayan Air Base (عسكري) – جنرال سانتوس
- RPMC (CBO) – Cotabato Airport  – Datu Odin Sinsuat، ماغوييندانايو
- RPMD (DVO) – مطار فرانسيسكو بانجوي الدولي – دافاو
- RPME (BXU) – Bancasi Airport – بوتوان
- RPMF (BPH) – Bislig Airport – بيسليج، سوريجاو ديل سور
- RPMG (DPL) – مطار ديبولوج – ديبولوج، زامبوانجا ديل نورت
- RPMH (CGM) – Camiguin Airport – Mambajao، كاميغويين
- RPMI (IGN) – Maria Cristina Airport – Baloi، لاناو ديل نورتي
- RPMJ (JOL) – مطار جولو – جولو، سولو
- RPMK – Kenram Airport – Isulan، سلطان قادرات
- RPML – Lumbia Airfield (عسكري) – كاجايان دو آورو
- RPMM (MLP) – Malabang Airport – Malabang، لاناو ديل سور
- RPMN (TWT) – Sanga-Sanga Airport  – Bongao، تاوي تاوي
- RPMO (OZC) – مطار لابو – اوزاميز، ميساميس أوتشيدنتال
- RPMP (PAG) – مطار باجاديان – باجاديان، زامبوانجا ديل سور
- RPMQ (MXI) – Mati Airport – ماتي، دافاو أورينتال
- RPMR (GES) – مطار جنرال سانتوس الدولي – جنرال سانتوس
- RPMS (SUG) – Surigao Airport – مدينة سوريجاو، سوريجاو ديل نورت
- RPMT – Del Monte Plantation Airstrip – Manolo Fortich، بوكيدنون
- RPMU – Cagayan de Sulu Airport – Mapun، تاوي تاوي
- RPMV (IPE) – Ipil Airport – Ipil، زامبوانجا سيبوجاي
- RPMW (TDG) – Tandag Airport – تانداغ، سوريجاو ديل سور
- RPMX – Liloy Airport – Liloy، زامبوانجا ديل نورت
- RPMY (CGY) – Laguindingan International Airport – Laguindingan، ميساميس أوريانتال
- RPMZ (ZAM) – مطار زامبوانجا الدولي – مدينة زامبوانجا
- RPNO (XSO) – Siocon Airport – Siocon، زامبوانجا ديل نورت
- RPNS (IAO) – Sayak Airport  – Del Carmen، سوريجاو ديل نورت
- RPSB – Bantayan Airport – Santa Fe، سيبو
- RPSD (RZP) – Taytay Airport – Taytay، بالاوان
- RPSG (ICO) – Sicogon Airport – Carles، إلويلو
- RPSM – Panan-awan Airport – ماسين، لايتي الجنوبية
- RPSN – مطار أبي – Ubay، بوهول
- RPSP (TAG) – Bohol-Panglao International Airport – Panglao Island، بوهول
- RPSV (SWL) – San Vicente Airport – San Vicente، بالاوان
- RPUA – Pamalican (Amanpulo) Airport – Agutaya، بالاوان
- RPUB (BAG) – مطار لواكان – باغويو
- RPUC – مطار كاباناتوان (مهجور) – كاباناتوان، نويفا إيسيا
- RPUD (DTE) – Bagasbas Airport – Daet، كامارينز نورتي
- RPUE – Semirara Airstrip – Caluya، آنتيك
- RPUF – Cesar Basa Air Base (عسكري) – Floridablanca، بامبانغا
- RPUG – Lingayen Airport – Lingayen، بانغاسينان
- RPUH (SJI) – مطار سان خوسيه – San Jose، أوكسيدنتال ميندورو
- RPUI – مطار إيبا – Iba، زامباله
- RPUJ – مطار كاستيليجوس (خيسوس ماجسايساي) – Castillejos، زامباله
- RPUK – كالابان – كالابان، أورينتال ميندورو
- RPUL – Basilio Fernando Air Base (عسكري) – ليبا، باتانغاس
- RPUM (MBO) – Mamburao Airport – Mamburao، أوكسيدنتال ميندورو
- RPUN (WNP) – Naga Airport – Pili، كامارينس سور
- RPUO (BSO) – مطار باسكو – Basco، باتانيس
- RPUP – Jose Panganiban (Larap) Airport – Jose Panganiban، كامارينز نورتي
- RPUQ – Mindoro Airport – فيغان، إيلوكوس سور
- RPUR (BQA) – Baler Airport  – بالر، أورورا
- RPUS (SFE) – مطار سان فرناندو – سان فرناندو، لا يونيون
- RPUT (TUG) – مطار توغويغاراو – تيغيغيوراو، كاغايان
- RPUU – Bulan Airport – Bulan، سوروسوغون
- RPUV (VRC) – Virac Airport – Virac، كاتاندوانه
- RPUW (MRQ) – مطار ماريندوك – Gasan، ماريندوك
- RPUX – مطار بلاريدل – Plaridel، بولاكان
- RPUY (CYZ) – Cauayan Airport – كاوايان، إيزابيلا
- RPUZ – Bagabag Airport – Bagabag، نويفا فيزكايا
- RPVA (TAC) – مطار تاكلوبان – تاكلوبان
- RPVB (BCD) – مطار باكولود سلاي الدولي – سيالي، نيغروس أوتشيدنتال
- RPVC (CYP) – مطار كالبايوج – كالبايوغ، سامار
- RPVD (DGT) – مطار سيبولان – Sibulan، أورينتال نيغروس
- RPVE (MPH) – مطار غودوفريدو ب آموس – Malay، ولاية أكلان
- RPVF (CRM) – مطار كاترمان ناشونال – Catarman، سامار الشمالية
- RPVG – مطار غويوان – Guiuan، سامار الشرقية
- RPVH (HIL) – Hilongos Airport – Hilongos، ليتي
- RPVI (ILO) – مطار إيلويلو الدولي – Cabatuan، إلويلو
- RPVJ (MBT) – مطار مويسيز إسبينوسا – مدينة ماسبات، ماسبات
- RPVK (KLO) – مطار كاليبو الدولي – Kalibo، ولاية أكلان
- RPVL – Del Pilar Airport – Roxas، بالاوان
- RPVM (CEB) – مطار ماكتان سيبو الدولي – لابو لابو
- RPVN – مطار ميديلين (مهجور) – Medellin، سيبو
- RPVO (OMC) – Ormoc Airport – اورموك
- RPVP (PPS) – مطار بويرتو برينسيسا الدولي – بورتوبرنسس
- RPVQ – Biliran Airport – Naval، بيليران
- RPVR (RXS) – مطار روكساس – Roxas، كابيز
- RPVS (EUQ) – Antique Airport – San Jose de Buenavista، آنتيك
- RPVT (TAG) – مطار تاغبيلاران (مهجور) – تاغبيلاران، بوهول
- RPVU (TBH) – Tugdan Airport – Alcantara، رومبلون
- RPVV (USU) – مطار فرانسيسكو بي رييس – كورون (جزيرة)، بالاوان
- RPVW – Borongan Airport – بورونغان، سامار الشرقية
- RPVX – Dolores Airport (مهجور) – Dolores، سامار الشرقية
- RPVY – Catbalogan Airport – كاتبالوجان، سامار
- RPVZ – Siquijor Airport – Siquijor، سيكيخور
- RPXX - يستخدم للمطارات المدنية ومهابط الطائرات التي لا تحتوي على رمز كود حتى الآن
- RPZZ - يستخدم للمطارات العسكرية ومهابط الطائرات التي لا تحتوي على رمز كود حتى الآن

الأكواد المؤقتة:
- RP12 – Pagbilao Grande Airport – Pagbilao، كزون
- RP13 – Nonoc Airport – مدينة سوريجاو، سوريجاو ديل نورت
- RP14 – MRMP Airport – Ramon، إيزابيلا
- RP15 – PASAR-LIDE Airport – Isabel، ليتي
- RP16 – Menzi Airfield – مدينة إيزابيلا، باسيلان
- RP17 – Malita Airport – Malita، Davao Occidental

الأكواد غير الرسمية:
- RPEN (ENI) – مطار ال نيدو – إل نيدو، بالاوان
- RPPN – Rancudo Airfield (عسكري) – Kalayaan، بالاوان
- RPTP – Tarumpitao Point Airport (عسكري) – ريزال، بالاوان

الأكواد القديمة:
- RP02 – Laguindingan Airport (الآن RPMY)
- RP0A – مطار بينامالايان (تغير ل RP11; الآن RPLA)
- RP0B – مطار باجبيلاو غراندي (الآن RP12)
- RP0C – مطار نونوك (الآن RP13)
- RP0D – مطار مشروع نهر ماجات متعدد الأغراض (الآن RP14)
- RP0E – مطار PASAR-LIDE (الآن RP15)
- RP0F – مطار مينزي (كابونباتا) (الآن RP16)
- RP0G – مطار ماليتا (الآن RP17)
- RP11 – مطار بينامالايان (الآن RPLA)
- RPAF – Nichols Field/Villamor Air Base (الآن جزء من RPLL – مطار نينوي أكينو الدولي)
- RPBY – مطار أبي (الآن RPSN)
- RPCA – Catbalogan Airport (الآن RPVY)
- RPCU – Cuyo Airport (الآن RPLO)
- RPNA – Biliran Airport (الآن RPVQ)
- RPPA – Palanan Airport (الآن RPLN)
- RPSI – Siargao Airport (الآن RPNS)
- RPSQ – Siquijor Airport (الآن RPVZ)
- RPWA – Alah Valley Airport (الآن RPMA)
- RPWB – Rajah Buayan Air Base (الآن RPMB)
- RPWC – Cotabato Airport (الآن RPMC)
- RPWD – مطار فرانسيسكو بانجوي الدولي (الآن RPMD)
- RPWE – Butuan Airport (الآن RPME)
- RPWG – مطار ديبولوج (الآن RPMG)
- RPWI – مطار لابو (الآن RPMO)
- RPWJ – مطار جولو (الآن RPMJ)
- RPWK – Kenram Airport (الآن RPMK)
- RPWL – Lumbia Air Base (الآن RPML)
- RPWM – Malabang Airport (الآن RPMM)
- RPWN – Tawi-Tawi Airport (الآن RPMN)
- RPWP – مطار باجاديان (الآن RPMP)
- RPWS – Surigao Airport (الآن RPMS)
- RPWT – Del Monte Plantation Airstrip (الآن RPMT)
- RPWV – Buenavista Airfield – Buenavista، أغوسان ديل نورت
- RPWW – Tandag Airport (الآن RPMW)
- RPWX – Iligan Airport (الآن RPMI)
- RPWY – Malaybalay Airport
- RPWZ – Bislig Airport (الآن RPMF)
- RPXC – Crow Valley Gunnery Range (الآن RPLQ)
- RPXI – Itbayat Airport (الآن RPLT)
- RPXJ – مطار جوماليج (الآن RPLJ)
- RPXG – Lubang Airport (الآن RPLU)
- RPXM – Fort Magsaysay Airfield (الآن RPLV)
- RPXP – Wallace Air Station (الآن RPLW)
- RPXR – كيندلي لاندينغ فيلد (الآن RPLX)
- RPXT –مطار عبات (الآن RPLY)
- RPXU – مطار سورسوجون (الآن RPLZ)